# منح الأرض إلى هاساردو كدورور

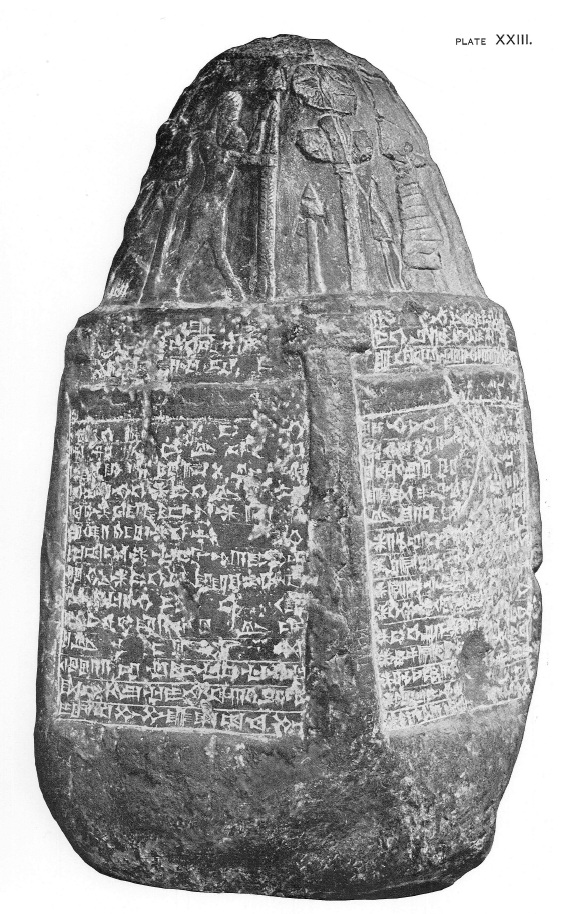
سند تسجيل منحة خمسين من أرض الذرة من قبل الملك الكيشي ميلي-شيباك إلى مسؤول Ḫa- -du ، في المتحف البريطاني.

منح الأرض إلى هاساردو كدورور، هو عبارة عن شاهدة من الحجر الجيري من أربعة جوانب، من أواخر الألفية الثانية قبل الميلاد في بلاد ما بين النهرين تسجيل هبة 144 هكتاراً من الأرض على ضفة القناة الملكية Bīt-Pir’i-Amurru في منطقة ديالى من قبل الملك الكيشي العاهل ملي- شباك (حوالي 1186-1172 قبل الميلاد) لمسؤول أو سوكال مويري، باسم Ḫa-SAR-du (القراءة غير مؤكدة). وتحت عنوان ذلك «يا أداد، البطل، أضف الكثير من قنوات الري هنا!»  وهو مشهور بالضوء الذي يسلطه على المسؤولين البابليين الأوسطين.

## الشاهدة
تم التنقيب عن القطعة بواسطة هرمزد رسام خلال عمليات التنقيب التي أجراها في 1881-1882 في سيبار نيابة عن المتحف البريطاني. تم استردادها، مع اثنين من لوحات الاستحقاق الأخرى، من غرفة في معبد amaš  وأعطيت مرجع المتحف BM 90829.

### استدعى الآلهة
تم استدعاء ثلاثة عشر إلهًا بالاسم مع «جميع الآلهة التي صورت أسماؤها على هذا الناري». يتم تمثيل هذه الأيقونات بثمانية عشر أيقونة مرتبة حول القمة المخروطية.
تم تصوير الإله مردوخ مرتين، مرة بواسطة kusarikku يحمل الأشياء بأسمائها الحقيقية، ومرة مع marru أو الأشياء بأسمائها الحقيقية أمام kusarikku . قد يتم تمثيل Ea بكل من الرياح الجنوبية ومحتال برأس كبش. هامش  قُمونة وشوماليا، الآلهة الكيشية المرتبطة بتكريم الملوك، يصورهما طائر على جثم. العديد من الرموز هي أيقونات مشهود لها على نطاق واسع لآلهتهم مثل القرص القمري لـ Sn، القرص الشمسي لشامش، شوكة البرق لأداد، مصباح Nusku ، الكلب القافز لـ Gula ، الصولجان برأس أسد مزدوج لـ نركال، صولجان نينورتا ذو رأس نسر، والنجمة الثمانية لعشتار، والثعبان الملفوف لعشتاران.

### من الشخصيات
الأطراف الرئيسية في الصفقة كانت الملك والمسؤول العسكري الكيشيني:
- ميلي-شيباك، سار كيششاتي ، «ملك العالم» (المتبرع)
- Ḫa- SAR -du ، ابن Sum ، sukkal mu'erru ، رسول ؟ من القائد [4] (المستفيد)

يوحي العنوان sukkal mu'erru بأن دوره هو كممثل أو ضابط ارتباط في الديوان الملكي نيابة عن القائد العسكري، أو mu'erru.
المسؤولون الذين أجروا التحويل:
- ابن مردوخ، «ابن عراد عيا ،» سعيد عقلي ، المساح
- Šamaš-muballi ، ḫazannu ، عمدة Bīt-Pir'i-Amurru أو ربما (رئيس) قاضيها [6]
- باو-أو-إدينا، زوبسار شاكين ماتي ، كاتب «حاكم الأرض»، على الأرجح حاكم إقليمي
- إتي مردوخ بالاو، ša rēš šarri (lú SAG LUGAL)، ممثل الملك، خادم

شهود المعاملة:
- Iddina-Marduk ، šakkanak matttāmtim bt-Mallai ، حاكم مقاطعة في سيلاند، جنوب بلاد ما بين النهرين
- Rizi ... ni (a Kassite)، kartappu (lú KA. DIB)، قائد العربة [4]
- Libur-Zanin-Ekur ، ša rēši (lú SAG)، مسؤول قضائي
- Lūṣa-ana-nūri-Marduk ، sukkallu ṣīru ، الوزير الأعظم أو محكمة الدرجة الأولى
- Iqša-Bau ، «ابن Arad-Ea ،» دور غير معروف
- amaš-šum-Lisir ، ابن عطا iluma ، šakkanak Agade . عمدة مدينة أجادي
- كيدين مردوخ، (لو مي. GAL)، مسؤول رفيع ؟

مصطلح ša rēši يشير إلى خصي ملكي في البلاط الآشوري ولكن لا يوجد دليل على مصير مماثل لمسؤول محكمة في بابل الوسطى. علاوة على ذلك، كيدين ماردوك (ليس الشاهد على هذا الكودورو)، تم تصوير مسؤول بهذا اللقب ملتحًا بعد أن ورث المنصب من والده، ثم تركه لابنه، على ختم أسطواني في عهد بيرنا بورياس الثاني. من المهم أن كلا الموقعين العسكريين يحتلهما الكيشيون.

## المنشورات الرئيسية
- C. W. Belser (1894). "Babylonische Kudurru-Inschriften". في F. Delitzsch, Paul Haupt (المحرر). Beiträge zur Assyriologie, II. J. C. Hinrichs. ص. 165–169.
- إف إي بيسر (1896). "Babylonische Urkunden aus der dritten Dynastie". في K.B Schrader. Keilinschriftliche Bibliothek ، IV. Reuther & Reichard. ص 56-60.
- إل دبليو كينغ (1912). أحجار حدودية بابلية وألواح تذكارية في المتحف البريطاني. المتحف البريطاني. ص 19 - 23، الثابتة والمتنقلة. الثالث والعشرون - الثلاثون.
- أورسولا سيدل (1989). Die Babylonischen Kudurru-Reliefs: Symbole Mesopotamischer Gottheiten. الصحافة الأكاديمية فريبورغ. 24، 221 لا. 12، للحصول على التفاصيل 168f لا. XLIII